# New Cumberland (Wirginia Zachodnia)
New Cumberland – miasto w Stanach Zjednoczonych, w stanie Wirginia Zachodnia, w hrabstwie Hancock.